# José Weinstein
Pour les articles homonymes, voir Weinstein.
 (mai 2017).
Si vous disposez d'ouvrages ou d'articles de référence ou si vous connaissez des sites web de qualité traitant du thème abordé ici, merci de compléter l'article en donnant les références utiles à sa vérifiabilité et en les liant à la section « Notes et références ».
José Weinstein Cayuela (né le 13 juin 1959), est un homme politique chilien. Ministre de la Culture et des Arts de 2003 au 11 mars 2006.